# 上巴西尼亚克
上巴西尼亚克（法語：Bassignac-le-Haut，法語發音：[basiɲak lə o]）是法国科雷兹省的一个市镇，属于蒂勒区。

## 地理
上巴西尼亚克（45°12'41"N, 2°4'18"E）面积18.37 平方千米，位于法国新阿基坦大区科雷兹省，该省份为法国中南部省份，北起上维埃纳省和克勒兹省，西接多爾多涅省，南至洛特省，东临多姆山省和康塔爾省。
与上巴西尼亚克接壤的市镇（或旧市镇、城区）包括：欧里亚克、达拉扎克、格罗沙斯唐、马西亚克-拉克鲁瓦西耶、圣马丹拉梅阿讷、圣梅尔德拉普洛、塞维耶尔堡。

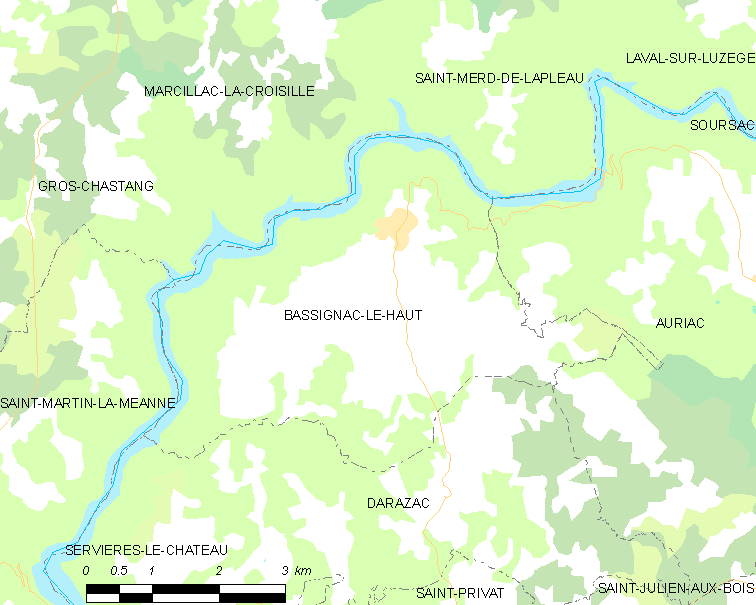
上巴西尼亚克的OSM定位图

上巴西尼亚克的时区为UTC+01:00、UTC+02:00（夏令时）。

## 行政
上巴西尼亚克的邮政编码为19220，INSEE市镇编码为19018。

## 政治
上巴西尼亚克所属的省级选区为多尔多涅河畔阿让塔县。

## 人口

1962-2008年间上巴西尼亚克人口变化图示

上巴西尼亚克于2022年1月1日时的人口数量为152人。